# Ma Wen
Ma Wen (chinesisch 马馼; * 8. Juli 1948 in Wuqiao, Hebei) ist eine chinesische Politikerin der Kommunistischen Partei Chinas (KPCh), die unter anderem von 2007 bis 2013 Ministerin für Disziplinaraufsicht im Staatsrat der Volksrepublik China war. 

## Leben
Ma Wen begann nach dem Schulbesuch 1968 ihre berufliche Laufbahn während der Kulturrevolution und war bis 1978 stellvertretende Direktorin des Revolutionskomitees der Volkskommune „Sudulun“ im Vorderen Urad-Banner im Autonomen Gebiet Innere Mongolei. Anschließend nahm sie 1978 ein Studium an der Geschichtswissenschaftlichen Fakultät mit dem Schwerpunkt Geschichte Chinas an der Nankai-Universität, das sie 1982 beendete. Sie verblieb danach zwischen 1982 und 1989 als stellvertretende Sekretär an der Universität und war zugleich von 1982 bis 1987 Dozentin an der Nankai-Universität. Daraufhin war sie von 1989 bis 1997 stellvertretende Leiterin der Abteilung Öffentlichkeitsarbeit und Bildung der Staatlichen Kommission für Bevölkerung und Familienplanung und zusätzlich zwischen 1989 und 1995 Sekretärin der Kommission für Disziplinarinspektion des Parteikomitees dieser Staatlichen Kommission.
Auf dem XV. Parteitag der KPCh (12. bis 19. September 1997) wurde Ma Wen erstmals Mitglied der Zentralen Disziplinarkommission der Kommunistischen Partei Chinas und gehörte dieser nach seiner Bestätigung auf dem XVI. Parteitag (8. bis 14. November 2002) bis zum XVII. Parteitag (15. bis 21. Oktober 2007) an. Sie war des Weiteren von 1997 bis 2002 Mitglied der Arbeitsgruppe Zentrale Regierungsorgane des Zentralkomitees der Kommunistischen Partei Chinas (ZK der KPCh) sowie zwischen 2004 und 2012 stellvertretende Sekretärin der Zentralen Disziplinarkommission der KPCh. Nach dem Tode von Li Zhilun am 28. April 2007 wurde sie im August 2007 als dessen Nachfolgerin Ministerin für Disziplinaraufsicht im Staatsrat der Volksrepublik China und bekleidete dieses Ministeramt bis März 2013, woraufhin Huang Shuxian sie ablöste. Darüber hinaus fungierte sie von September 2007 bis März 2013 auch als Direktorin des neu geschaffenen Nationalen Büros für Korruptionsprävention. 
Auf dem XVII. Parteitag (15. bis 21. Oktober 2007) wurde Ma Wen außerdem Mitglied des ZK der KPCh und gehörte diesem Führungsgremium der Partei bis zum XVIII. Parteitag (8. bis 14. November 2012) an. Daneben war sie zwischen dem XVII. Parteitag 2007 und dem XVIII. Parteitag 2012 Direktorin des Büros für die Behebung von Fehlverhalten beim ZK der KPCh sowie Mitglied der Kommission für öffentliche Sicherheit beim ZK der KPCh.